# Šeptycký rajón
Šeptycký rajón je rajón ve Lvovské oblasti na Ukrajině. Hlavním městem je Šeptyckyj a rajón má přibližně 233 tisíc obyvatel.

## Města v rajónu
- Belz
- Šeptyckyj
- Radechiv
- Sokal
- Sosnivka
- Uhniv
- Velyki Mosty